# Wólka Orłowska (województwo warmińsko-mazurskie)
Wólka Orłowska – osada w Polsce położona w województwie warmińsko-mazurskim, w powiecie nidzickim, w gminie Nidzica.
Od jesieni 1944 w miejscowości, przy kopaniu rowów przeciwczołgowych, pracowali skierowani tu przez nazistów niemieckich jeńcy wojenni ze stalagu I B w Królikowie (6 osób).
W latach 1975–1998 miejscowość należała administracyjnie do województwa olsztyńskiego.
Na północny zachód od wsi leży Jezioro Wóleckie.